# Etten (Gelderland)
Etten is een Nederlands voormalig gemeente en dorp in de gemeente Oude IJsselstreek in de Gelderse Liemers. Het ligt ten zuidoosten van Doetinchem, aan de rivier de Oude IJssel.

## Geschiedenis
Etten werd op 1 januari 1812 als zelfstandige gemeente van Gendringen afgesplitst. De zelfstandigheid was echter van korte duur: op 1 januari 1818 werd Etten alweer met Gendringen herenigd.
Het dorp was tot aan 1960 agrarisch, maar in deze tijd is dat veel minder het geval. Wel kent het dorp nog een aantal agrarische buurtschappen, te weten Rafelder, Warm, IJsselhunten, De Heuven en Ziek.

## Cultuur
Het dorp staat bekend om zijn verenigingsleven. Het Ettens Mannenkoor geniet enige landelijke bekendheid. Jaarlijks wordt in Etten een groot paasvuur gehouden, wat veel bezoekers uit de omgeving trekt. Het dorp viert verder in het laatste weekend van september (alle dagen moeten in september vallen) de jaarlijkse kermis.
De lokale amateurvoetbalclub is VV Etten.
In Etten staan twee kerken, de rooms-katholieke Sint-Martinuskerk en daarnaast de hervormde Maartenskerk. Daarnaast staat er in het dorp een gerestaureerde beltmolen, De Witten, die als expositieruimte voor hedendaagse kunstenaars in gebruik is.

## Geboren
- Coen Kaayk (1947-2014), beeldhouwer